# سیارک ۲۱۷۲۸
سیارک ۲۱۷۲۸ (به انگلیسی: 21728 Zhuzhirui، نامگذاری:1999RH136) بیست و یک هزار و هفتصد و بیست و هشتمین سیارک کشف شده‌است که در ۹ سپتامبر ۱۹۹۹ کشف شد.
قدر مطلق سیارک برابر ۱۶.۲ است.